# JNBY
JNBY ist eine der acht Modemarken, die unter dem Dach der börsennotierten chinesischen JNBY Group geführt werden. JNBY steht dabei für die Abkürzung „Just Naturally Be Yourself“. Die Designerin Li Lin gründete JNBY 1994 und ist bis heute Chief Creative Officer.

## Kollektion
JNBY entwirft und produziert ausschließlich Damenbekleidung. In China ist das Label JNBY ein Marktführer. Es gehört dort zu den Top 10 in Bezug auf Markentreue und gilt als bekannteste Damenbekleidungsdesignermarke. In Europa feierte JNBY auf der Berliner Fashion Week im Januar 2018 ihr Debüt. Dort stellte das Label erstmals die Herbst/Winter-Kollektion 2019 vor. Auf der New Yorker Fashion Week im Herbst 2018 debütierte JNBY, im Rahmen der China-Days, mit der Herbst/Winter-Kollektion 2020.

## Sonstiges
Auf Betreiben von Li Lin gründete JNBY in Guangzhou ein privates Museum.